# 風塵

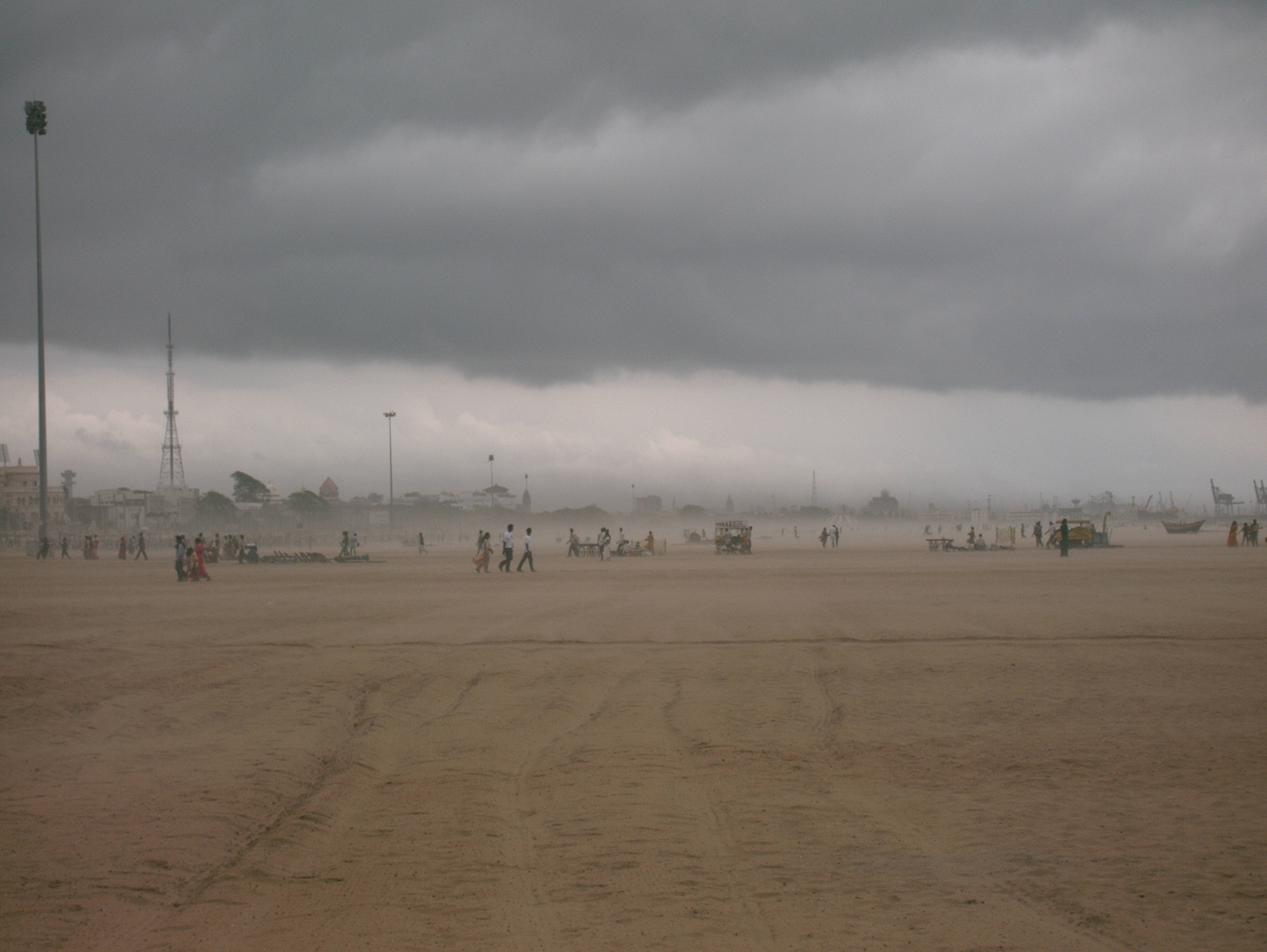
風塵が舞い上がる砂浜、インド チェンナイにて

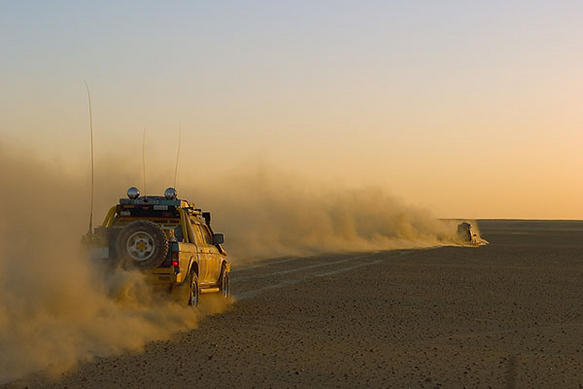
車の後ろに立ち上る風塵（砂塵）、スーダンの砂漠にて

気象用語としての風塵（ふうじん）は、風によって地表の塵（ちり）や砂が空気中に舞い上がる現象。水平視程が目の高さではほとんど悪化しないものを「低い風塵」、目の高さでも非常に視程が悪いものを「高い風塵」という。気象観測の中でも大気現象の記録の対象。

## 解説
乾燥地域以外でも、植生がなく乾燥する時期、強風に伴って土壌の粒子は舞い上がる。例えば日本の関東地方では、畑が収穫を終えた初冬に木枯らしの強風で砂塵が舞うことがある。このような事例は規模が小さく、黄砂のように遠くまでは運ばれない。
風の強さのほか、地表の乾燥度やそれを左右する土質も因子である。ときに表土を移動させて農地の肥沃度に影響することがある。
強い風で塵や砂が高く巻き上げられ目の高さの水平視程が1キロメートル未満になったものを砂塵嵐といい、大気現象に加えて天気の記録の対象にもなっている。
屋外のイベントに影響を与えることもある。例えば、正月の箱根駅伝において湘南海岸付近で発生することがあり、強風そのものの影響と併せ、年によっては番狂わせを起こすことがある。

## 類似の用語
風塵と同じような意味の口語として砂埃（すなぼこり）、砂煙（すなけむり）、土煙（つちけむり）、地煙（じけむり）、黄塵（おうじん）などがある。
大気環境分野で用いるfugitive dust（飛散性粉塵、飛散性ダストなどと訳す）は大気汚染源に着目した呼び方で、大気に拡散される土壌の粒子などを指し、煙突などの中を流れる汚染源に対してこう呼ぶ。
地質学分野などで用いる鉱物ダスト（mineral dust、鉱物性ダスト、鉱物性粉塵、ミネラルダストなどとも）は、エアロゾル粒子の来源や組成に着目した呼び方。
強い風がシルト以下の大きさの塵を巻き上げると、遠くまで運ばれることがある。これを堆積物が風の営力（風成作用、運搬作用）により運ばれるという観点から、風成塵（ふうせいじん、aeolian dust、風送ダスト、風成堆積物とも）という。
航空分野では、舞い上がる砂塵に視界を遮られた状態をブラウンアウトという。